# 张宏志
张宏志（1956年—），男，祖籍山东高青，生于河北保定，中国中共文献专家，曾任中央文献研究室副主任，中央党史和文献研究院院务委员会委员（副部长级）。现任第十三届全国政协委员。